# Bapsi Sidhwa
Bapsi Sidhwa (Karachi, 11 agosto 1938 – Houston, 25 dicembre 2024) è stata una scrittrice pakistana.

## Biografia
Scrisse in lingua inglese.
Nacque a Karachi, nell'attuale Pakistan, all'epoca nel Raj britannico, da Peshotan e Tehmina Bhandara, entrambi zoroastriani. Successivamente visse a Houston, negli Stati Uniti.
Insegnò presso la University of Houston, la Rice University, la Columbia University, il Mount Holyoke College e la Brandeis University.

## Opere
- City of Sin and Splendour : Writings on Lahore (2006)
- Water: A Novel (2006)
- Bapsi Sidhwa Omnibus (2001)
- An American Brat (1993)
- Cracking India (1991), originariamente pubblicato come Ice Candy Man (1988)
- The Bride (1982)
- The Crow Eaters (1978)

### Traduzioni italiane
- Acqua, Neri Pozza (Water: A Novel)
- La spartizione del cuore, Neri Pozza (Cracking India)
- La sposa pakistana, Neri Pozza (The Bride)
- Il talento dei parsi, Neri Pozza (The Crow Eaters)

## Film
Nel 1998 la regista indiana Deepa Mehta, prendendo spunto da Cracking India(it. La spartizione del cuore) ha prodotto Earth (film) (dall'inglese "terra").